# Medal of Honor (documental)
Medal of Honor es un documental estadounidense de historia y bélico de 2008, dirigido por Roger Sherman, que también se encargó de la fotografía, escrito por Jerry Adler, musicalizado por Matthias Gohl y los protagonistas son Stephen Lang y Alfre Woodard. Esta obra fue realizada por Florentine Films, WETA y Washington Post; se estrenó el 5 de noviembre de 2008.

## Sinopsis
La historia de la Medalla de Honor, la condecoración más importante en Estados Unidos al coraje en batalla, se da a conocer mediante relatos personales.